# آلتایا (گیاه)
آلتایا (انگلیسی: Althaea) یک سرده از گیاه علفی گیاهان پایا بومی اروپا، شمال آفریقا و غرب آسیا است.